# قرارداد بلوم بیرنز
قرارداد بلوم بیرنز (انگلیسی: Blum–Byrnes agreement) معاهده‌ای بود که در مه ۱۹۴۶ با حضور وزیر خارجه آمریکا جیمز بیرنز و نمایندگان جمهوری چهارم فرانسه لئون بلوم و ژان مونه امضا شد. شهرت این قرارداد از این جهت است که فرانسه را مجبور می‌کرد برای پرداخت بدهی این کشور به آمریکا (که در جریان جنگ جهانی به وجود آمده بود) فیلم‌های ساخت آمریکا (اصطلاحاً فیلم‌های هالیوودی) بخرد. این معاهده با اعتراض مردم، سیاست‌مداران و روشنفکران فرانسه روبرو شد چرا که احساس می‌کردند گامی در جهت سلطه فرهنگی آمریکا است.